# Si Banphot (huyện)
Si Banphot (tiếng Thái: ศรีบรรพต) là một huyện (amphoe) của tỉnh Phatthalung, phía nam Thái Lan.

## Địa lý
Các huyện giáp ranh (từ phía bắc theo chiều kim đồng hồ) là Pa Phayom, Khuan Khanun và Srinagarindra của tỉnh Phatthalung, Na Yong, Mueang Trang và Huai Yot của Trang Province.

## Lịch sử
Tiểu huyện được thành lập ngày 1/12/1977, khi 3 tambon đã được tách ra từ huyện Khuan Khanun. Đơn vị này đã được nâng cấp thành huyện ngày 4/11/1993.

## Hành chính
Huyện này được chia thành 3 phó huyện (tambon), các đơn vị này lại được chia ra thành 30 làng (muban). Không có khu vực thành thị, có 3 Tổ chức hành chính tambon.
| STT | Tên     | Tên tiếng Thái | Số làng | Dân số |  |
| --- | ------- | -------------- | ------- | ------ |  |
| 1.  | Khao Ya | เขาย่า          | 10      | 6.262  |  |
| 2.  | Khao Pu | เขาปู่           | 11      | 5.260  |  |
| 3.  | Taphaen | ตะแพน          | 9       | 4.943  |  |